# François Lucas
Pour les articles homonymes, voir Lucas.
François Lucas est un sculpteur français né en 1736 et mort en 1813 à Toulouse.

## Biographie
Fils du sculpteur Pierre Lucas, il fut élève puis professeur aux écoles de l'Académie royale de peinture, sculpture et architecture de Toulouse, entre 1764 et 1791.
Il succéda en 1785 à Pierre Rivalz comme dessinateur à l'Académie des sciences de Toulouse.
On lui doit le bas-relief des Ponts-Jumeaux, réalisé entre 1773 et 1775 à Toulouse, ainsi que le maître-autel de l'église Saint-Pierre des Chartreux de Toulouse sculpté entre 1780 et 1785 et le cénotaphe de Joseph et Jean François Sylvestre Roux de Puyvert en marbre polychrome dans la chapelle Saint-Roch à la cathédrale Saint-Étienne de Toulouse.
Il fut également l'auteur d'une partie des décors sculptés du château de Saint-Élix-le-Château pour la plupart aujourd'hui disparus. 
Une grande partie de son œuvre est visible au musée des Augustins de Toulouse.
Un cénotaphe à sa mémoire est érigé dans la partie droite de la nef de l'église Saint-Jérôme de Toulouse.

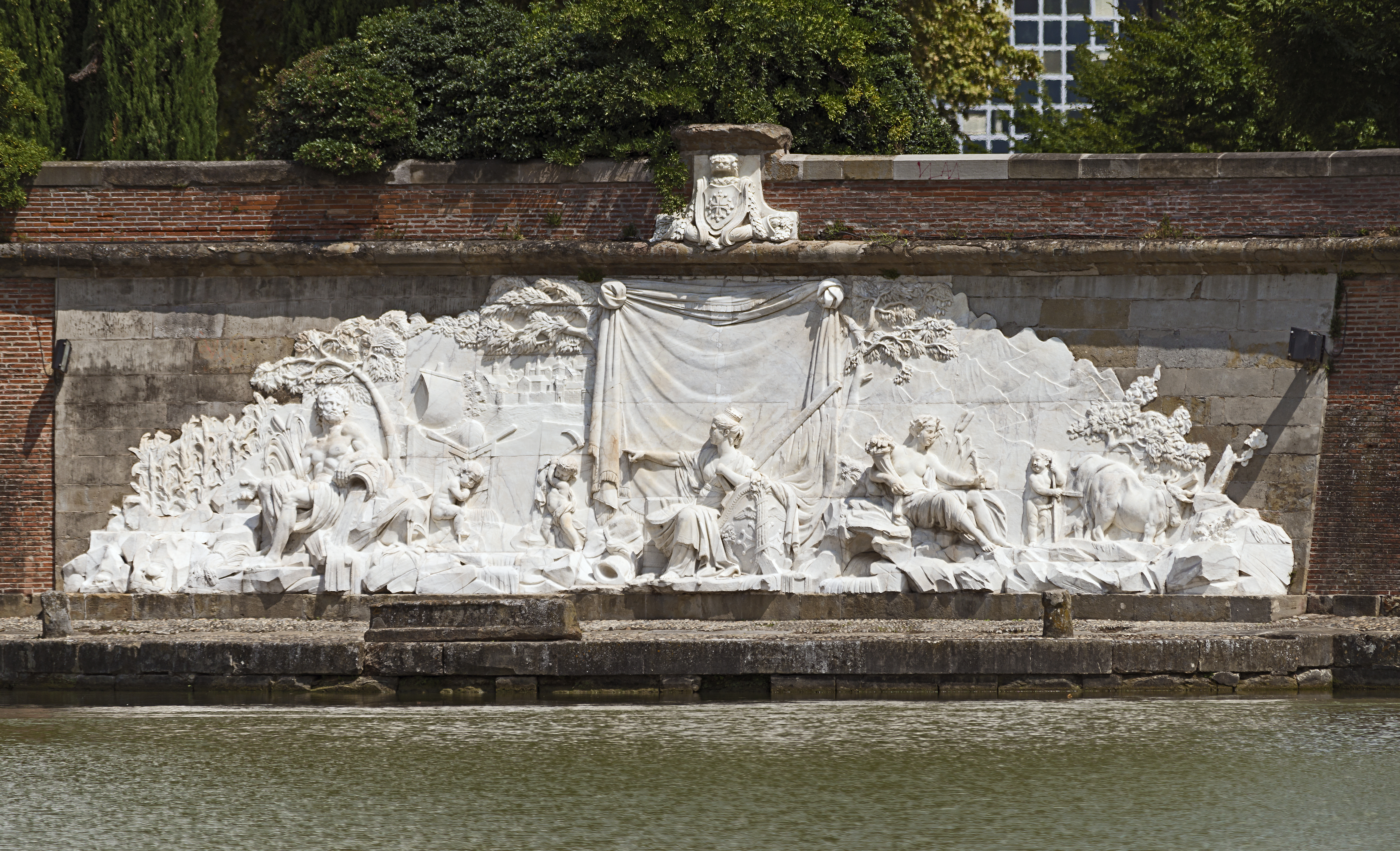
Bas-relief des Ponts-Jumeaux
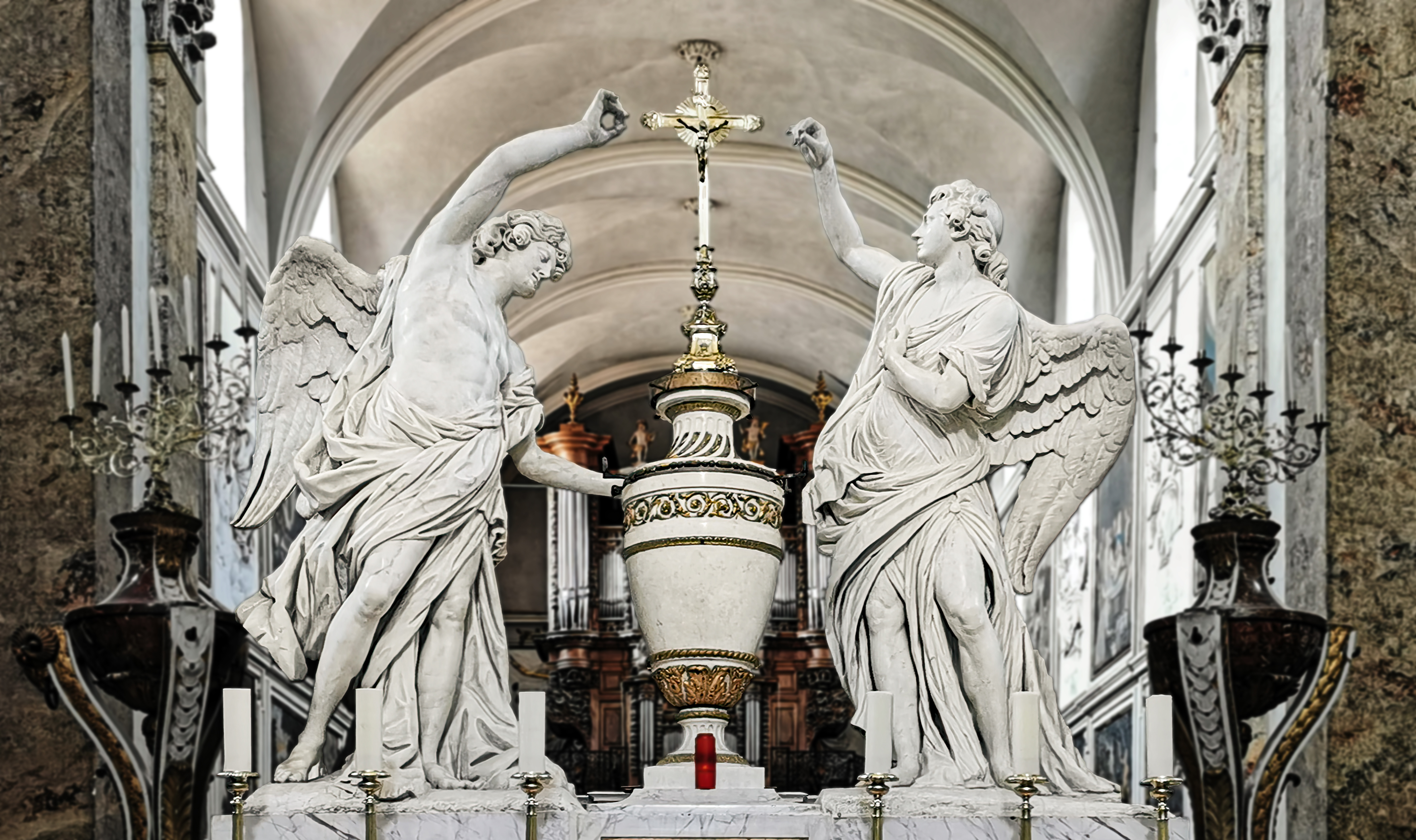
Autel de Saint-Pierre des Chartreux
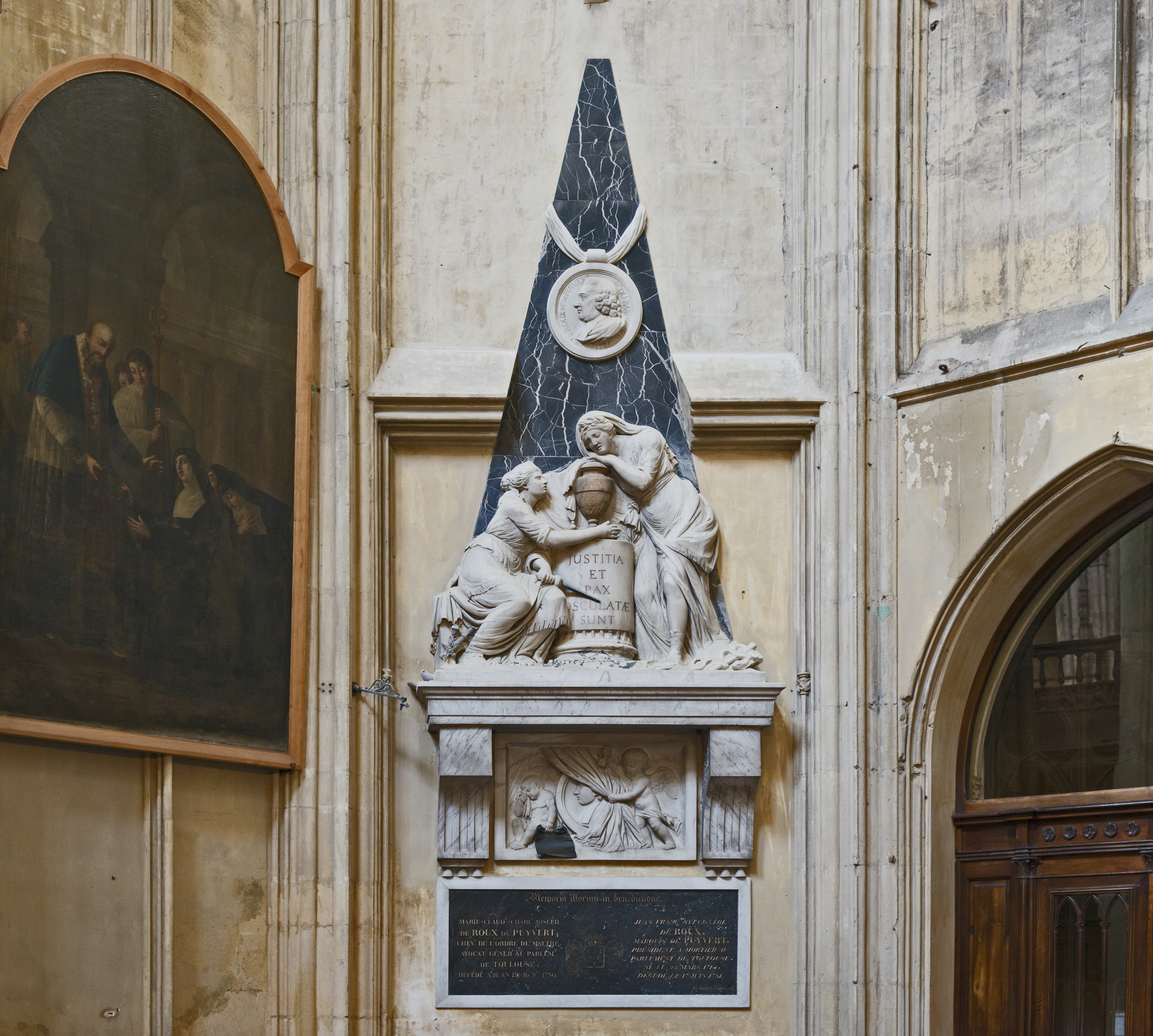
Cénotaphe de Joseph et Jean François Sylvestre Roux de Puyvert, cathédrale Saint-Étienne
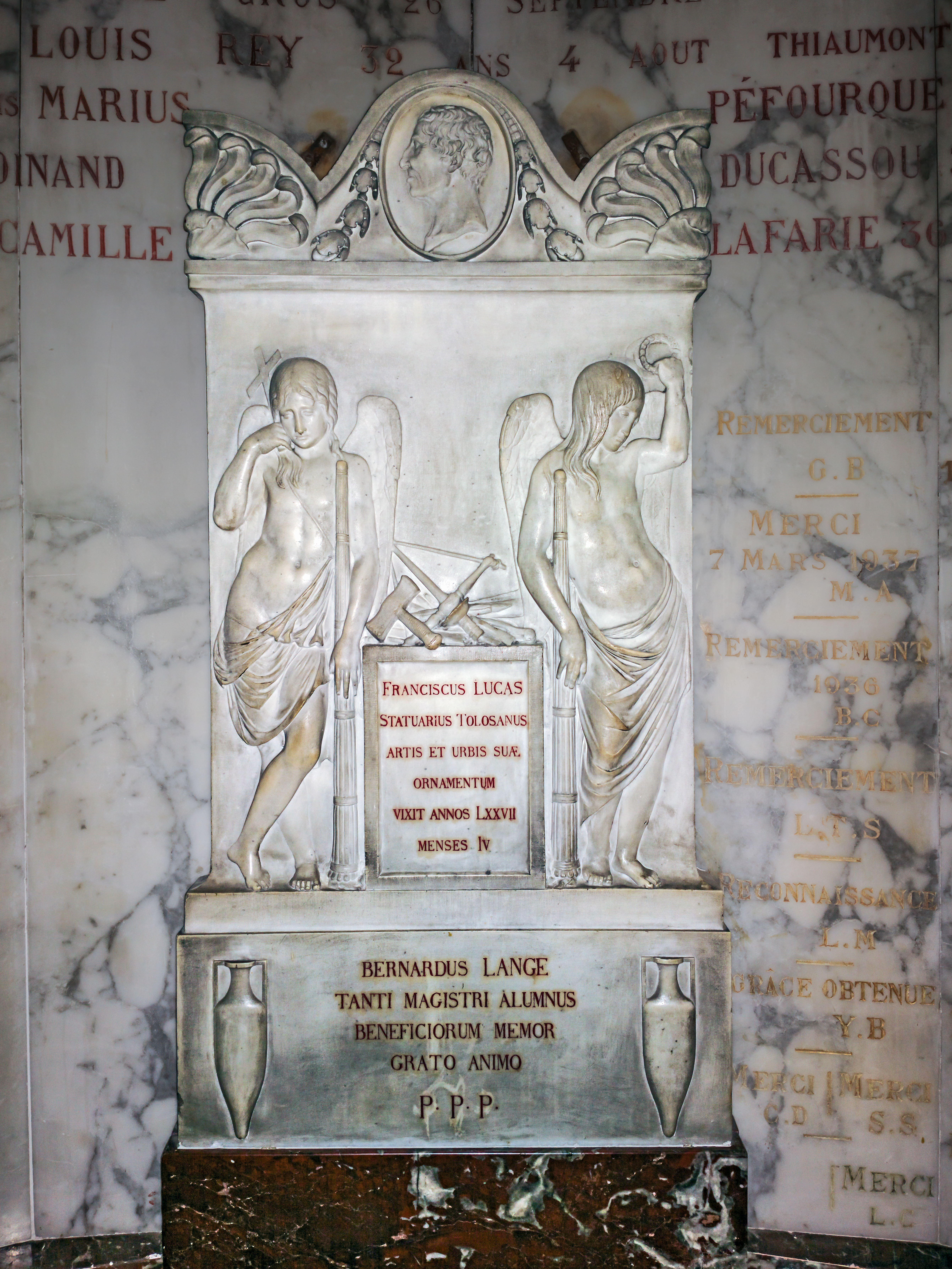
Cénothaphe à François Lucas, église Saint-Jérôme de Toulouse.
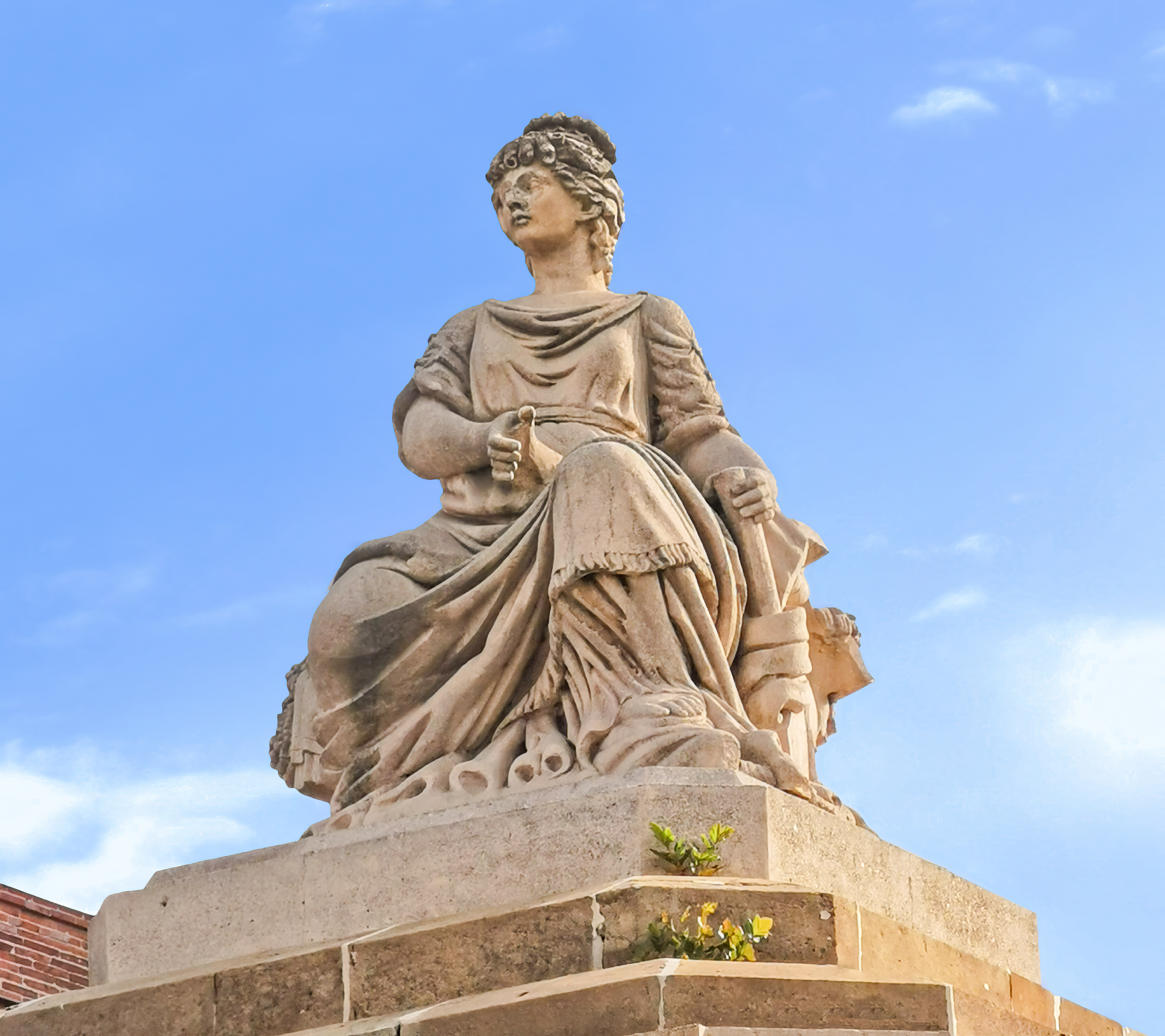
La province du Languedoc, Porte Saint-Cyprien, Toulouse
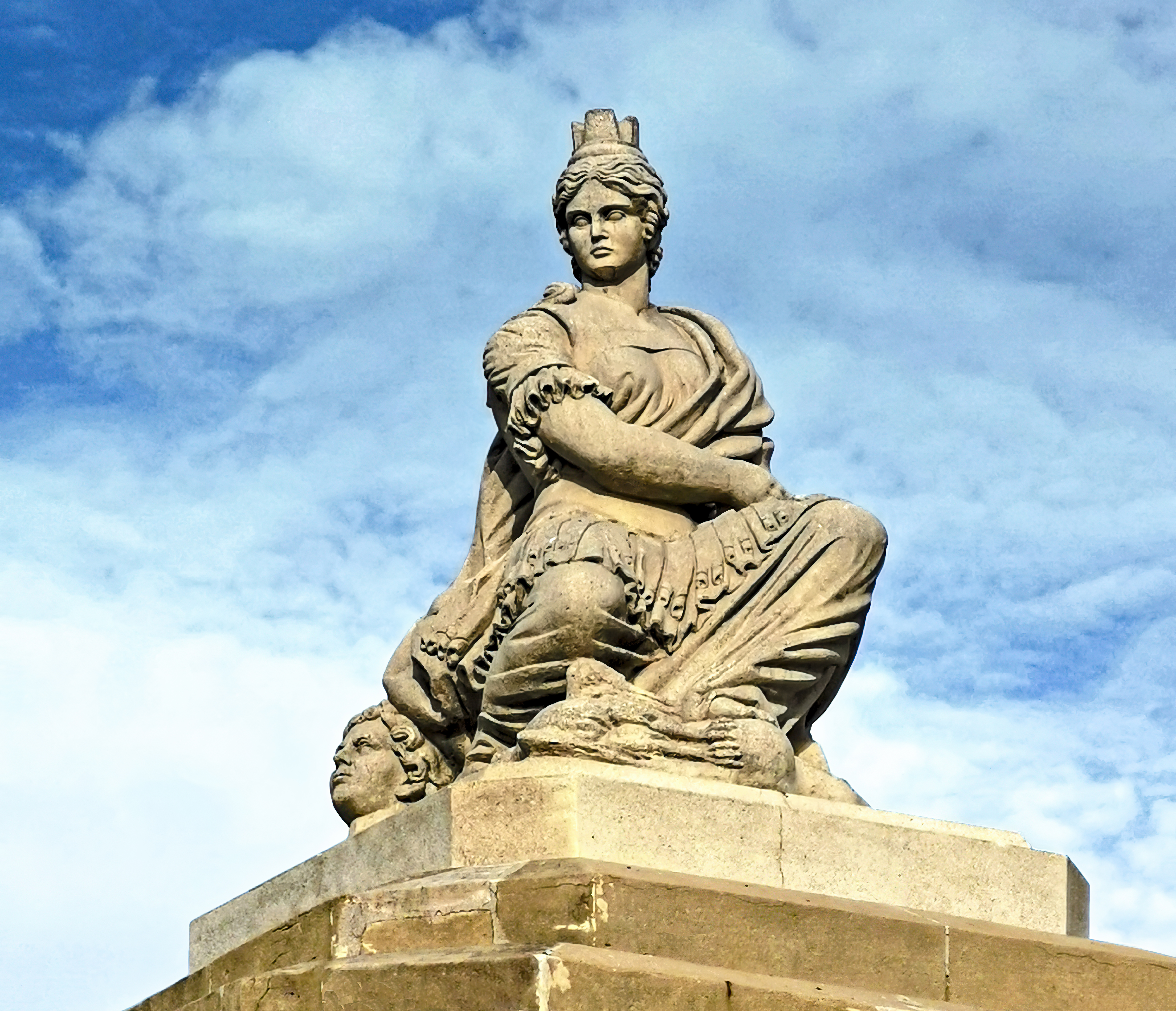
La ville de Toulouse, Porte Saint-Cyprien, Toulouse
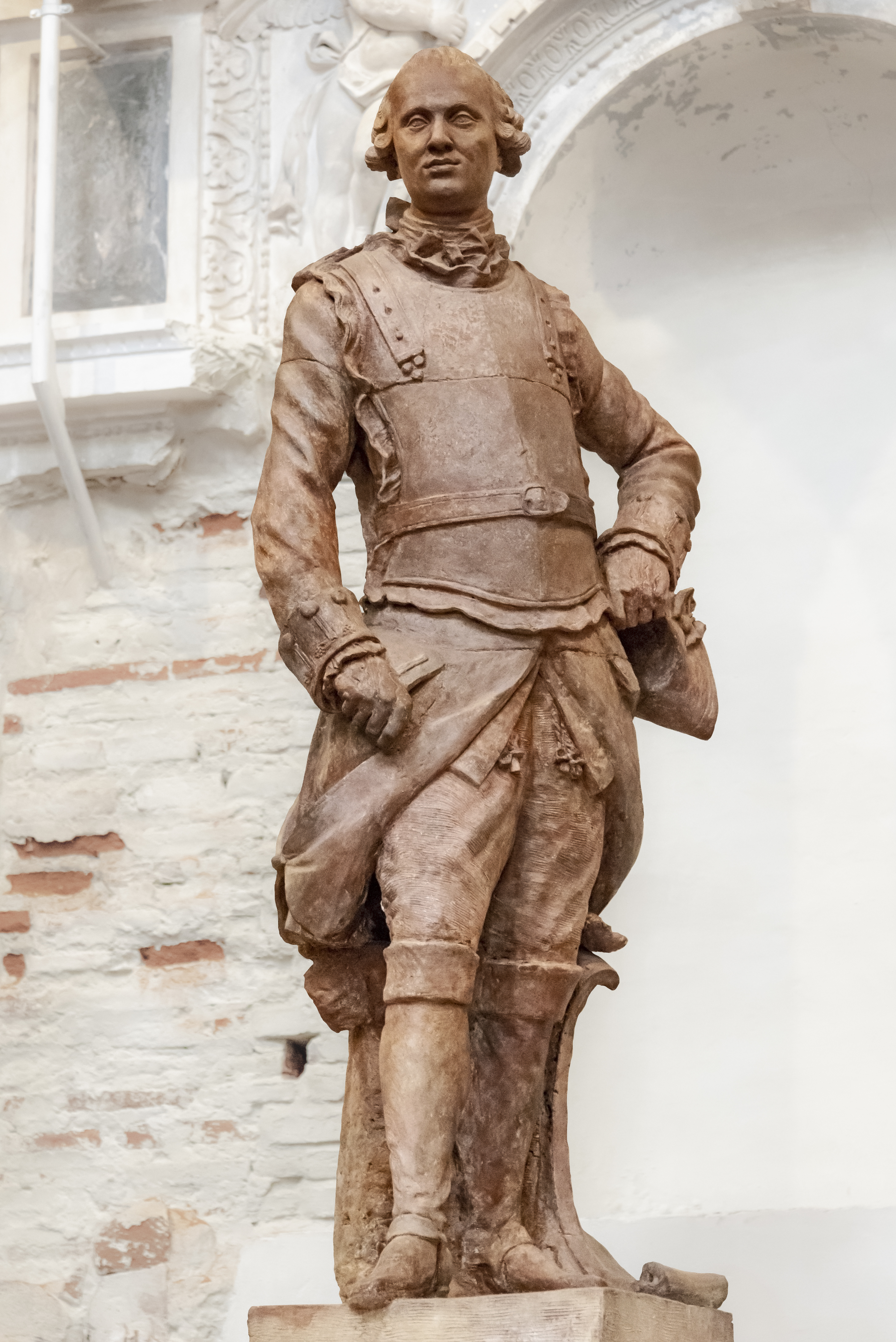
Jean-Charles Ledesmé, baron de Saint-Élix, musée des Augustins

## Famille
- Pierre Lucas (Toulouse, 1692 – Toulouse, 1752), sculpteur. Il a eu huit enfants de son mariage, dont :
  - François Lucas (Toulouse, 1736 – Toulouse, 1813), sculpteur ;
  - Jean-Paul Lucas (mort en 1808), peintre, un des fondateurs du « Muséum du Midi de la République » aujourd'hui Musée des Augustins, puis son conservateur ;
  - Maris-Simone Lucas, s'est mariée avec François Derome, doreur.

## Élèves
- Nicolas-François Beurné
- Bernard Griffoul-Dorval
- Pierre Vigan